# Ulysse (ballet)
Vous lisez un « bon article » labellisé en 2009.
Pour les articles homonymes, voir Ulysse (homonymie).
Ulysse est une œuvre de danse contemporaine du chorégraphe français Jean-Claude Gallotta, créée en 1981 pour huit danseurs. Elle est considérée comme l'une des pièces les plus importantes de Gallotta et constitue une pierre angulaire de la nouvelle danse française qui se développe au début des années 1980,,,. Fidèle à sa volonté de revisiter ses œuvres, Jean-Claude Gallotta a rechorégraphié Ulysse à de nombreuses reprises en en proposant à ce jour quatre versions différentes tant au niveau du choix des interprètes que de la scénographie ou de la musique : Ulysse (1981), Ulysse, re-création (1993), Les Variations d'Ulysse (1995) et Cher Ulysse (2007). La version Les Variations d'Ulysse, qui est une commande de l'Opéra de Paris, est entrée au répertoire du ballet de l'Opéra de Paris en 1995 sous l'impulsion de Brigitte Lefèvre.

## Historique

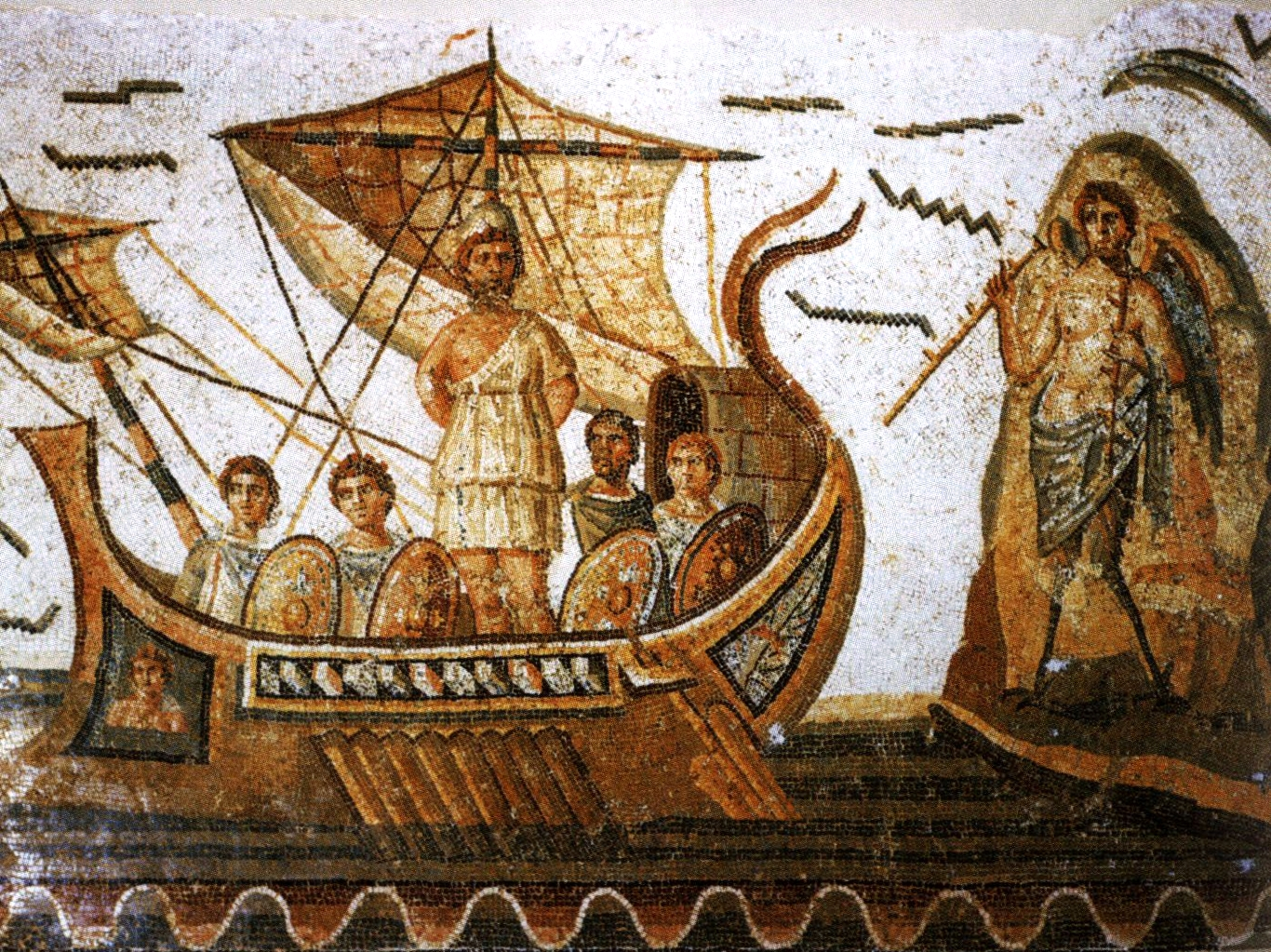
Mosaïque romaine du représentant Ulysse lors du chant des sirènes.

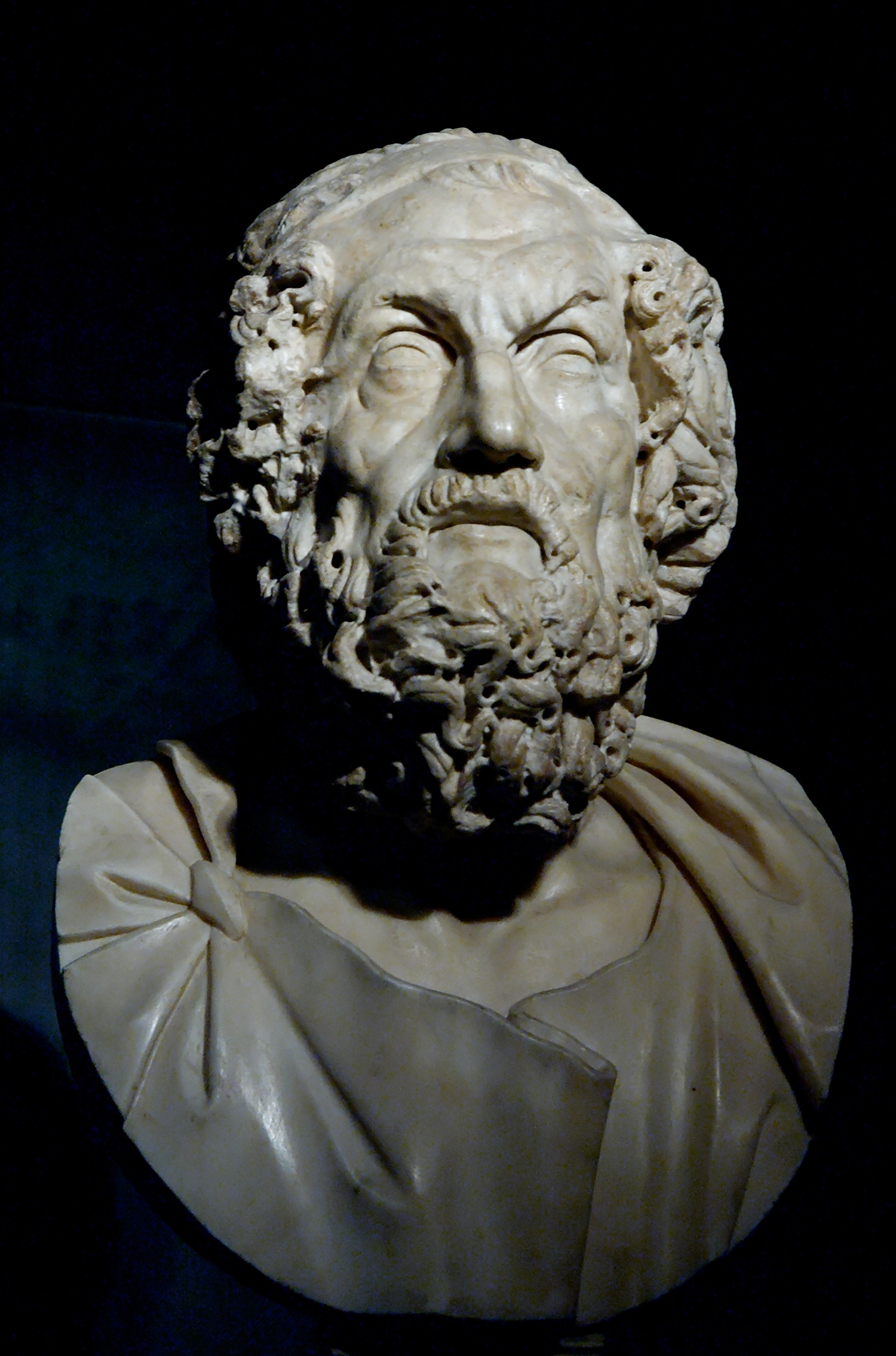
Buste d'Homère,

Le ballet Ulysse est basé évidemment sur le personnage central de l'Odyssée d'Homère mais également sur celui de Bloom du Ulysse de Joyce. L'écriture initiale de la pièce remonte à 1980, après le retour de Gallotta des États-Unis où il a travaillé avec Merce Cunningham, et l'obtention de ses prix lors du Concours chorégraphique international de Bagnolet (en 1976 et en 1980). Il fonde alors le Groupe Émile-Dubois en 1979 et s'installe à la maison de la culture de Grenoble où il s'attèle à l'écriture de son ambitieux ballet. Pour Jean-Claude Gallotta ce ballet constitue toutefois déjà d'une certaine manière une reprise de matériaux chorégraphiques issus de ses créations précédentes à la manière de ce que Cunningham qualifie d'« events » c'est-à-dire une succession de morceaux choisis et maîtrisés qui sont assemblés pour l'occasion.
La création de ces différents petits morceaux trouve son origine dans la période 1976-1977 où Gallotta étudie chez Cunningham et se découvre une chondromalacie qui le handicape et le bloque dans ses ambitions de carrière de danseur,. Relativement déprimé par cet état de fait, il décide de rebondir et d'inventer d'autres mouvements en travaillant chez lui dans la cuisine autour de la table. Ces recherches aboutiront à la création d'une esquisse intitulée Sept Airs de cuisines, composée de mouvements sur place et de boitillements de circonstance, qui deviendra par la suite le socle chorégraphique d'Ulysse. La pièce lie entre elles toutes ces petites unités chorégraphiques par des mouvements d'ensemble dont les techniques sont empruntées au chorégraphe new-yorkais. Jean-Claude Gallotta considère que son ballet fondateur oscille entre deux tendances, l'une abstraite, l'autre théâtrale (notamment en raison des costumes et du décor de la version de 1981). Gallotta trouve le titre de son ballet à la fin de son écriture en faisant référence à la volonté de connaissance du monde qui mène Ulysse : « Comme le héros d'Homère j'y voyais là mon propre exil et l'impossibilité d'atteindre mes propres rivages chorégraphiques ». Dès le début il conçoit que son ballet puisse être décliné dans différentes configurations de danseurs (par des enfants, des handicapés, des comédiens...) ce qui justifie également les différentes versions qu'il en donnera au cours des années suivantes.
Cette pièce est dès sa création reconnue comme d'une importance majeure pour la danse contemporaine française,,,,. Gallotta, tant sur le fond avec d'incessantes courses et grands mouvements latéraux d'ensemble de jardin à cour et de cour à jardin, menés par des séries de petits pas agiles, que sur la forme avec le choc des costumes et des décors d'un blanc immaculé ainsi que la musique entêtante d'Henri Torgue,, marquera le renouveau de la danse de groupe par son écriture chorégraphique fortement influencée par les mouvements ininterrompus de Trisha Brown et les travaux de Lucinda Childs, élève de Cunningham. Ulysse constitue ainsi un aboutissement de la période d'apprentissage du chorégraphe mais également l'émancipation et la maturation des fondements de son style propre, basé sur l'utilisation de propositions abstraites se rapprochant souvent du geste créatif des arts plastiques qui constituent la formation première du chorégraphe.
Ulysse sera une pièce pivot du chorégraphe et celle qu'il revisitera le plus fréquemment parmi ses créations notamment à des fins de transmission pour les nouveaux membres de sa compagnie et d'entrée au répertoire des institutions. Il déclare également à ce propos : 

« Une chorégraphie c'est comme un livre, comme une écriture, et ce qui est intéressant c'est de voir comment elle tient dans le temps, comment elle se transforme, comment elle se déforme, comment aussi elle est prise par d'autres langues, la langue de l'Opéra par exemple. »

 Les versions seront ainsi parfois remaniées en profondeur, au cours des vingt-cinq années suivantes avec la création de quatre versions de références, déclinant humeurs, musiques, danseurs (de 8 à 14 interprètes et une version pour 40 danseurs) et compagnies, mais restant fidèles à la base chorégraphique originale. La version de 1995, intitulée Les Variations d'Ulysse, est une commande du ballet de l'Opéra de Paris et de sa directrice Brigitte Lefèvre afin d'ouvrir la saison de l'institution et de faire l'entrée de l'œuvre au répertoire de l'institution,. La version Cher Ulysse de 2007 présente la double particularité d'être interprétée sur une musique originale du groupe Strigall au style électronique, délaissant la célèbre composition de Torgue et Houppin, et par des danseurs de différents âges, reprenant en cela le principe de Trois Générations. De plus, cette pièce a été également adaptée, dans sa première version, pour les enfants (de 8 à 13 ans) du groupe Grenade dirigé Josette Baïz, chorégraphe-pédagogue à Aix-en-Provence qui travaille avec des enfants des quartiers Nord de Marseille. Cette version, « vivante et fraîche », renoue avec les fondamentaux de la création de 1981.
De manière intéressante et bien qu'il retravaille cette œuvre de façon récurrente depuis vingt-cinq ans, Jean-Claude Gallotta affirme que Ulysse n'est pas sa pièce préférée mais simplement celle « dont on [lui] parle tout le temps ». Bien aidé en cela par le succès des quatre versions. Il déclare également que « Ulysse n'est pas la pièce qui le représente. Elle est celle que l'histoire de la danse revendique pour [l]'accepter. C'est [s]a carte de visite chorégraphique. » et affirme se sentir plus proche de Grandeur nature, une pièce pourtant bien plus confidentielle et théâtrale.

## Accueil critique

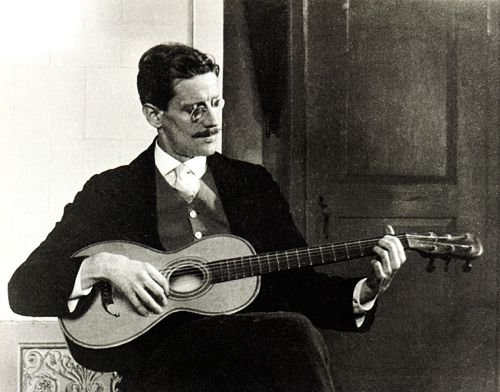
James Joyce en 1915.

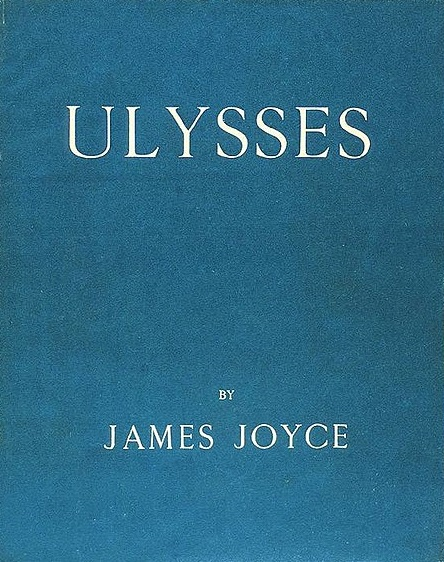
Ulysse de James Joyce publié en 1922.

Ulysse fut reçu très positivement par les critiques et le public en France lors de sa création — elle fut alors considérée comme un « évènement » dans le monde de la danse contemporaine française — et de ses différentes versions,,,,, mais également à l'étranger où la version de 1993 à fait plus largement connaître son auteur,. Dans son Dictionnaire de la danse (1999), Philippe Le Moal considère que l'œuvre « réalisée dans la précarité, [est] une chorégraphie fleuve, vigoureuse et sereine ». Considérée comme une pièce fondatrice de la nouvelle danse française — et restant jugée comme « emblématique de la création chorégraphique des années 1980 » —, elle est perçue par les critiques de la danse comme l'une des pièces de Gallotta qui « joue avec humour sur les mythes en créant un monde mystérieux habité par des tribus aux rites particuliers ».
Quelques critiques négatives ont cependant été émises par certains journalistes lors de la dernière version de 2007, qui se sont notamment interrogés sur la nécessité d'une quatrième version dont la « blancheur s'est ternie » et qui ont noté un vieillissement et une moindre agilité de certains danseurs, tout en concédant que le « spectacle est tout à fait recevable ».

## Les différentes versions et leurs fiches techniques

### Première versionUlysse(1981)
- Chorégraphie : Jean-Claude Gallotta
- Danseurs : Mathilde Altaraz, Annie Delichères, Cathy Cambet, Anne-Marie Moenne-Loccoz, Josette Baïz, Jean-Claude Gallotta, Pascal Gravat, Robert Seyfried
- Musique : Henry Torgue et Gilles Jaloustre
- Scénographie et costumes : Jean-Yves Langlais
- Lumières : Jean-Marie Payerne
- Première de la création : 13 mars 1981 à la Maison de la culture de Grenoble[1]
- Durée : environ 90 minutes
- Représentations : ?

Cette version est remontée en 1983 pour le Théâtre de la Ville à Paris dans une version plus épurée avec une absence de décor, remplacé par un rideau de tulle blanc et vaporeux, et la présence marquante d'une dinde laissée libre de se promener dans le fond de la scène. Elle fait l'objet d'une captation filmée réalisée par Claude Mouriéras. En raison de son succès en France et de l'« esprit français » que la pièce véhicule, Ulysse est programmé par les organisateurs des festivités liées aux Jeux olympiques de Los Angeles de 1984 lors de l'Olympic Art Festival puis à l'American Dance Festival.
En octobre 2007, Josette Baïz remonte cette version pour la faire danser par des enfants de huit à treize ans. La chorégraphe-pédagogue fut une danseuse de la création de 1981 et, après sa collaboration avec Gallotta pour Trois Générations, elle décide, avec son accord, d'adapter aux capacités techniques de jeunes enfants la chorégraphie initiale en restant au plus près de l'esprit de la pièce d'origine pour en faire une reprise et non une re-création. Pour cela elle décrypte et transcrit à partir de la vidéo d'époque et de ses propres souvenirs de danseuse les différentes composantes d'Ulysse en en supprimant toutefois les aspects d'érotisme et de contacts entre les interprètes, les portés, et certaines sections jugées trop difficiles techniquement pour de jeunes enfants. Josette Baïz s'attache en revanche à retrouver pour son adaptation l'« émotion » de la pièce d'origine en jouant sur l'interprétation des enfants. La création a eu lieu à la MC2 de Grenoble puis a tourné dans toute la France jusqu'en 2010.

### Deuxième versionUlysse, re-création(1993)
- Chorégraphie : Jean-Claude Gallotta
- Danseurs : Mathilde Altaraz, Anna Ariatta, Julia Barker, Karoline Boureau, Prisca Harsch, Geneviève Reynaud, Darrell Davis, Massimo Giorgi, Natacha Mas, Samuel Mathieu, William Patinot, Thierry Verger.
- Musique : Ulysse d'Henry Torgue et Serge Houppin
- Scénographie et costumes : Jean-Yves Langlais, assisté de Marion Mercier
- Lumières : Manuel Bernard, assisté de Jacques Albert
- Première de la deuxième version : 1993 au Festival de Châteauvallon
- Production : Groupe Émile Dubois Centre chorégraphique national de Grenoble, MC2 de Grenoble, Théâtre de la Ville, et TNDI de Châteauvallon
- Durée : environ 65 minutes
- Représentations : plus de 50

Cette version constitue la première réelle recréation de l'œuvre par son auteur. Elle a été adaptée pour onze danseurs — en place des huit initiaux — et est dansé sans Gallotta. La scénographie reste tout aussi épurée, avec une simple fond blanc illuminé par un éclairage complexe de variations de lumières blanches et un plafond mobile. Cette version rend explicitement hommage à la chorégraphe new-yorkaise Yvonne Rainer dont le nom est cité au milieu de la pièce par un danseur muni d'un mégaphone. Créée en 1993, elle est aussi l'objet d'une captation filmée.

### Troisième versionLes Variations d'Ulysse(1995)
- Chorégraphie : Jean-Claude Gallotta
- Danseurs : les danseurs étoiles Patrick Dupond et Marie-Claude Pietragalla ou Jean-Guillaume Bart et Carole Arbo, les premiers danseurs et le corps de Ballet de l'Opéra de Paris (direction Brigitte Lefèvre)
- Musique : Jean-Pierre Drouet
- Décor et costumes : Jean-Yves Langlais
- Lumières : Dominique Bruguière
- Première de la troisième version : 1995 à l'Opéra Bastille à Paris
- Représentations : 6[6]

Pour cette version, Brigitte Lefèvre impose deux conditions au chorégraphe afin de faire rentrer au répertoire cette œuvre contemporaine. La première implique l'extension de la pièce de huit à quarante danseurs afin de satisfaire les modes de fonctionnement de l'Opéra de Paris. La seconde concerne la musique dont la composition initiale ne correspond pas au goût de l'institution et qui donc doit être réécrite. Alors que Gallotta envisageait de demander une composition originale pour cette version à Peter Gabriel, Brigitte Lefèvre lui demande de rencontrer le compositeur Jean-Pierre Drouet ce qui rapidement permet de poser les bases des contraintes chorégraphiques du ballet en termes de rythme et de mouvement. Ulysse présente donc la particularité d'être la première œuvre chorégraphique notoire au monde à coexister avec deux partitions différentes. Gallotta réécrit dès le début la pièce en pensant aux interprètes principaux que seront Patrick Dupond, Marie-Claude Pietragalla, et Carole Arbo. Il la redécoupe également en vingt-quatre tableaux distincts soit autant que les chants de l'Odyssée.
Jean-Claude Gallotta travaille avec Mathilde Altaraz, sa compagne et danseuse, à la réécriture d'Ulysse afin d'adapter la pièce aux nouvelles dispositions scéniques et du corps de ballet. Le travail d'apprentissage avec le corps de ballet de l'Opéra de Paris se déroule sur une période de seulement quatre semaines, durée normale pour l'institution, mais inhabituel pour Gallotta. Ce dernier se charge d'enseigner la base et l'esprit de son œuvre à ce nouveau type d'interprète quand Mathilde Altaraz se voit confier la charge des répétitions. En raison des contraintes de calendrier de l'opéra Bastille cette version ne sera donnée que lors de 6 représentations.
En 1996, Les Variations d'Ulysse reçoivent une Victoire de la musique classique dans la catégorie production chorégraphique.

### Quatrième versionCher Ulysse(2007)
- Chorégraphie : Jean-Claude Gallotta
- Danseurs : Françoise Bal-Goetz, Darrell Davis, Xiména Figueroa, Marie Fonte, Ibrahim Guétissi, Mathieu Heyraud, Benjamin Houal, Yannick Hugron, Cécile Renard, Thierry Verger, Loriane Wagner, Béatrice Warrand et Jean-Claude Gallotta
- Dramaturgie : Claude-Henri Buffard
- Musique : Ull de Strigall
- Scénographie : Jeanne Dard (espaces) et Marie-Christine Soma (lumières)
- Costumes : Marion Mercier et Anne Jonathan
- Production : Centre chorégraphique national de Grenoble, MC2 de Grenoble, Théâtre national de Chaillot.
- Première de la quatrième version : 12 octobre 2007 au Théâtre national de Chaillot de Paris en France
- Durée : environ 70 minutes
- Représentations : au total environ 50

Cette version diffère profondément des précédentes dans son approche scénique. D'une part, une nouvelle musique est composée par Strigall — un ensemble musical qui travaille avec Gallotta à la MC2 depuis le début des années 2000 —, ajoutant ainsi une troisième partition alternative pour une même chorégraphie. Cette dernière composition, basée sur des musiques électroniques, est nettement plus violente et mécanique, créant, avec l'espace illuminé de manière zénithale par un plafonnier de soixante néons projetant une lumière crue juste au-dessus des danseurs, une ambiance très particulière, volontairement plus dure et moins vaporeuse que les versions précédentes. Le décor, toujours très épuré et minimaliste, est constitué de trois bâches blanches abaissées à un mètre du sol et entourant les trois côtés de la scène, telles des voiles. D'autre part, la chorégraphie, proche de l'originale, est dansée par interprètes d'âges variés allant de 30 à 65 ans. Jean-Claude Gallotta reprend en cela son travail de Trois générations basé sur la juxtaposition de l'interprétation et des mouvements singuliers de chaque danseur en fonction de l'âge de son corps. Si les premières versions d'Ulysse faisaient plus référence au texte d'Homère, l'influence du roman de James Joyce se ressent plus fortement dans la dernière version de la pièce où Gallotta lui-même déclare sur scène qu'Ulysse est « devenu Bloom, le Juif errant de Joyce » plus que le héros d'Homère. Lui-même se met en scène, tel un aède ou un monsieur Loyal jouant au clown blanc, micro ou mégaphone en main en arpentant le plateau ou assis sur un petit tabouret à l'avant-scène.
Créée en 2007, cette version est encore une fois l'objet d'une captation filmée.